# Talk About the Passion
«Talk About the Passion» és el segon senzill de la banda estatunidenca de rock alternatiu R.E.M., també segon senzill de l'àlbum de debut, Murmur. Es va publicar únicament a Europa en format vinil de 12" el 14 de novembre de 1983.
Michael Stipe va indicar que la cançó tractava el tema de la fam, tot i que les lletres no són gaire clares. En canvi, el videoclip realitzat l'any 1988 era més explícit per reforçar el significat de la cançó.
Una actuació en directe al Larry's Hideaway de Toronto (Canadà) realitzada el 9 de juliol de 1983, es va incloure en l'edició deluxe del rellançament de Murmur publicada l'any 2008. També es va incloure en l'àlbum de grans èxits Eponymous.

## Llista de cançons
Totes les cançons foren escrites i compostes per Bill Berry, Peter Buck, Mike Mills, i Michael Stipe.. 
| Núm.          | Títol                         | Durada |
| ------------- | ----------------------------- | ------ |
| 1.            | «Talk About the Passion»      | 3:24   |
| 2.            | «Shaking Through»             | 4:30   |
| 3.            | «Carnival of Sorts (Boxcars)» | 3:55   |
| 4.            | «1,000,000»                   | 3:07   |
| Durada total: | Durada total:                 | 14:56  |